# Teucholabis (Teucholabis) hondurensis
Teucholabis (Teucholabis) hondurensis is een tweevleugelige uit de familie steltmuggen (Limoniidae). De soort komt voor in het Neotropisch gebied.